# 単集合
数学における単集合（たんしゅうごう、英: singleton; 単元集合、単項集合、一元集合）あるいは単位集合（unit set）は、唯一の元からなる集合である。一つ組 (1-tuple) や単項列 (a sequence with one element) と言うこともできる。
例えば、{0} という集合は単集合である。

## 性質
ツェルメロ・フレンケル集合論の枠組みの中では正則性の公理が「自身を元とする集合」が存在しないことを保証するから、単元集合とその単元集合を含む集合とは必然的に異なる数学的対象を意味するものとなる。つまり、1 と {1} とは同じものではないし、空集合のみからなる単項集合 {∅} は 空集合 ∅ ではない。また、例えば、{{1, 2, 3}} のような集合も、ただ一つの集合を元（その元自身は単集合ではない）として持つ単集合である。
単集合であることと、その集合の濃度が 1 であることは同値である。自然数の集合論的構成において、自然数の 1 とは単集合 {0} のことと定義される。
公理的集合論において、対の公理からの帰結として単元集合の存在が導かれる。即ち、任意の集合 A に対して、A と A に対して対の公理を適用すれば {A, A} なる集合の存在が保証されるが、これは A のみを元に持ちそれ以外の元は持たないから、単元集合 {A} に他ならない。ここで A は任意の集合でよい、といっても集合がそもそもまったく存在しない場合には意味がないが、空集合の公理があれば少なくとも空集合 ∅ は集合になるから、A = ∅ ととって先の議論は正当化できる。
任意の集合 A と単集合 S に対し、A から S への写像はちょうど一つだけ存在する（それは A の各元を S の唯一の元へ写すものである）。従って任意の単元集合は集合の圏にける終対象である。

## 応用
位相空間論において、ある空間の全ての単集合が閉集合であることと、その空間が T1-空間であることは同値である。
単集合を台として構築される構造が、様々な圏における終対象や零対象を与えることがしばしばある。例えば、
- 既に述べたように、単集合はちょうど集合の圏 Set における終対象になっており、他の集合で Set の終対象となるものは存在しない。
- 任意の単集合は、唯 1通りの（全ての部分集合を開集合とする位相を考える）方法で位相空間にすることができる。このような一元位相空間は位相空間と連続写像の圏 Top における終対象である。他にこの圏 Top の終対象となる位相空間は存在しない。
- 任意の単集合は、唯 1通りの（唯一の元を単位元とする）方法で群にすることができる。このような一元群（単位群）は、群と群準同形の圏 Grp における零対象である。他にこの圏 Grp の終対象となる群は存在しない。

## 定義函数による定式化
クラス S を指示関数 1S: X → {0, 1} が定義するものとすると、S が単集合であるための必要十分条件は、その指示関数 1S  が適当な y ∈ X に対して
1S(x) = (x = y)　　(∀ x ∈ X)
（右辺はアイバーソン括弧）を満たすことである。
歴史的には、この定義はホワイトヘッドとラッセルが自然数 1 を
{\displaystyle 1{\stackrel {\text{def}}{{}={}}}{\hat {\alpha }}\{(\exists x).\alpha =\iota \jmath x\}\quad {\text{where }}\iota \jmath x{\stackrel {\text{def}}{{}={}}}{\hat {y}}(y=x)}
と定義するために導入したものである。